# Пономарёв, Павел Акимович
Па́вел Аки́мович Пономарёв (12 июня 1896, д. Нименьга Онежского уезда, Архангельская губерния, Российская империя — 9 августа 1973, Ленинград) — советский мореплаватель, капитан ледокола «Ермак», начальник ледовых операций на Балтике в 1944 году, первый капитан атомного ледокола «Ленин».

## Первые годы в море
Родился в деревне Нименьга Онежского уезда Архангельской губернии (ныне Онежского района Архангельской области) в крестьянской семье. В 1915 году окончил Кемскую мореходную школу, получил диплом штурмана малого плавания, после чего поступил в Архангельское мореходное училище. По его окончании работал помощником капитана на пароходе «Новая Земля», затем на ледоколе «Александр Невский», построенном при участии корабельного инженера Евгения Замятина в Англии, успевшем послужить и британским морякам, и Белой армии, и Советскому Союзу. На ледоколе Пономарёв проработал до 1928 года, после чего был назначен старшим помощником капитана ледокола «Красин».

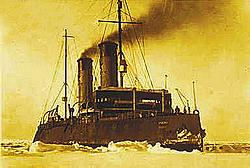
Ледокол «Красин»

16 июня 1928 года ледокол отправился на помощь экипажу дирижабля «Италия», потерпевшего крушение в Арктике, спасательную экспедицию тогда возглавил Рудольф Самойлович. Выживших членов миссии Умберто Нобиле судну удалось взять на борт, после чего оно последовало в Норвегию на ремонт, попутно отозвавшись на радиограмму с немецкого лайнера «Монте Сервантес», получившего большие пробоины во льдах вблизи Шпицбергена — «Красин» спас ещё почти 2000 человек.
За участие в спасательных операциях в Арктике Павел Пономарёв был награждён Грамотой ЦИК СССР, орденом Трудового Красного Знамени, Грамотой ЦК Союза водного транспорта, золотыми часами ОСОВИАХИМА и серебряным нагрудным знаком «За спасение на водах».
В том же году Павел Акимович был назначен капитаном ледокола «Ермак», а в первой половине тридцатых лично возглавил команду ледокола «Красин». В 1934 году его экипаж перешёл через Атлантику и Панамский канал в Чукотское море, для спасения челюскинцев, но операцию по спасению благополучно совершают за них полярные авиаторы. Тем не менее, ледокол выполнил свою «спасательную миссию», приняв на борт полярных исследователей, которые в течение пяти лет зимовали на острове Врангеля, не имея возможности его покинуть.
С 1935 года Павел Пономарёв командовал судами загранплавания Балтийского пароходства — «Свирь»,«Моссовет», «Кооперация». В 1941 году Павел Акимович был назначен капитаном-наставником Балтийского пароходства.

## Великая Отечественная война и послевоенные годы
В годы Великой Отечественной войны Павел Пономарёв обеспечивал проводку советских и иностранных кораблей в Белом море. В 1944 возглавил ледокольные операции в проливе Лаперуза, командовал операциями в Балтийском море. Был капитаном на ледоколе «В. Молотов». После войны участвовал в разработке проекта атомохода «Ленин», являлся членом комиссии наблюдавшей за строительными работами. 1 марта 1957 года Пономарёв был назначен капитаном атомного ледокола.

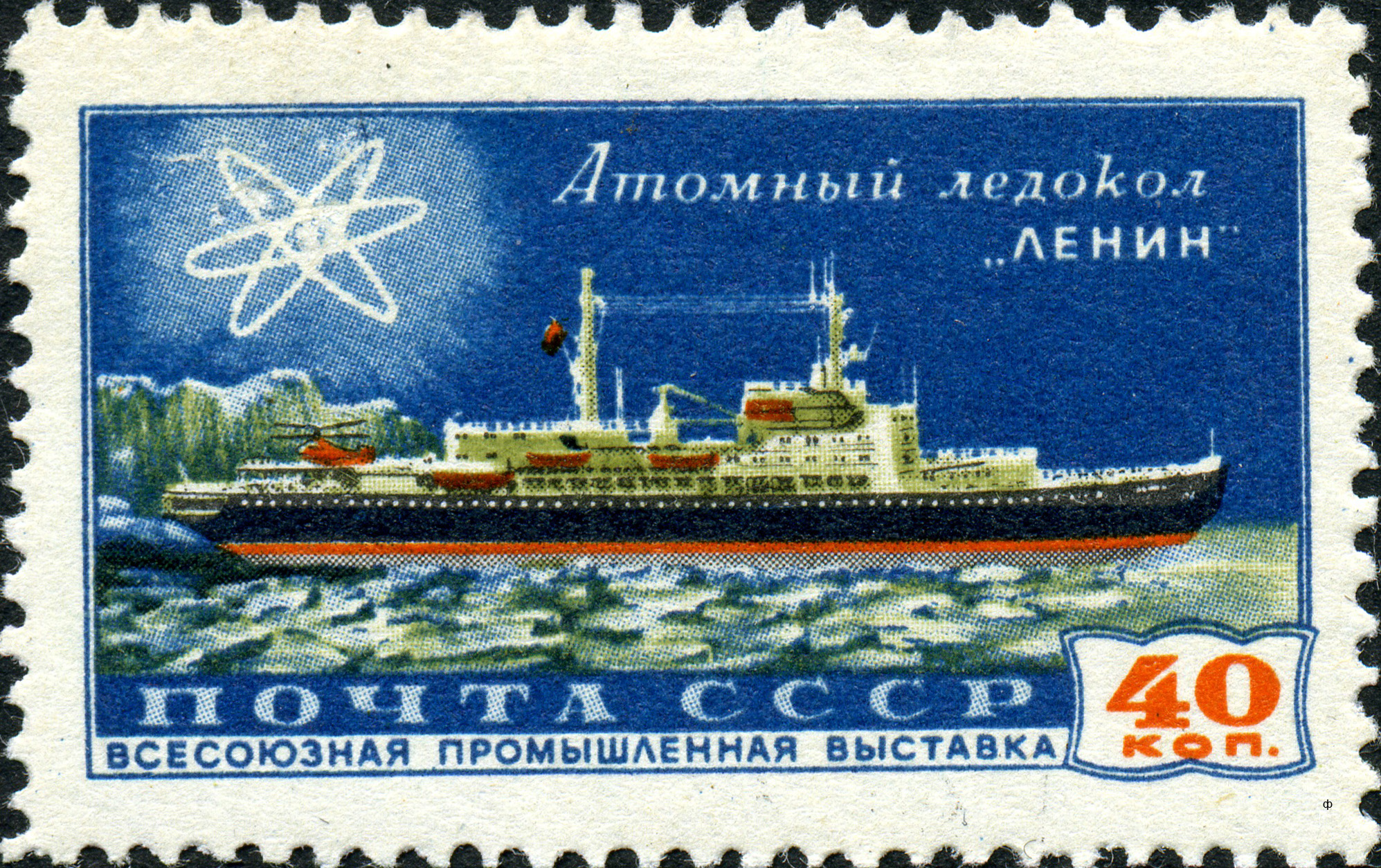
Почтовая марка СССР, на которой изображен атомный ледокол «Ленин»

 Но на этой должности Павел Акимович был недолго, через два года после его назначения медкомиссия флота настояла на том, чтобы капитан, из-за последствий контузии военного времени и обострившегося полиартрита, не выходил в море. Новым капитаном судна стал Борис Соколов.
За заслуги перед Отечеством награждён тремя орденами Ленина, орденами Трудового Красного Знамени, Красной Звезды, «Знак Почета», Отечественной войны 2-й степени.
Похоронен в Санкт-Петербурге на Красненьком кладбище.
Сегодня имя полярного капитана носит транспортно-ледокольное судно «Павел Пономарёв» Мурманского морского пароходства. Именем прославленного капитана названы улицы в Мурманске, Архангельске, Петропавловске-Камчатском.

## Семья
Младшие братья Павла Пономарёва — Иван (1906—1976) и Алексей (1911—1966) — также стали известными судоводителями.